# Native Instruments
Native Instruments (Kurzbezeichnung: „NI“) ist ein 1996 in Berlin gegründetes mittelständisches Unternehmen, das Produkte für die rechnerbasierte Musikproduktion herstellt, vor allem Software-Instrumente. NI bedient dabei schwerpunktmäßig den Bereich Elektronische Musik und DJing. Einige Produkte, wie zum Beispiel die naturgetreue Software-Modellierung der Hammond-Orgel, setzten Maßstäbe in der internationalen Musikproduktion.

## Geschichte und Bedeutung
Das Unternehmen geht auf die Idee des Ingenieurs und Musikers Stephan Schmitt zurück. Schmitt fühlte sich 1994 einerseits vom Gewicht und den Möglichkeiten von Synthesizern eingeschränkt, andererseits sah er Personal Computer so leistungsfähig werden, dass sie die Rechenarbeit eines fest verdrahteten Synthesizers übernehmen und dabei viel flexibler sein könnten. Zusammen mit seinem Freund, dem Programmierer Volker Hinz, entwickelte Schmitt in seiner Wohnung in Kreuzberg den ersten modularen Synthesizer auf Softwarebasis und nannte ihn Generator. Diese Software lief auf damals üblichen Pentium-Computern unter dem Betriebssystem Windows. Auf der internationalen Musikmesse Frankfurt 1996 war Generator, wegen seiner Fähigkeit, Klänge in Echtzeit, also ohne merkliche Verzögerung zu berechnen und wiederzugeben, eine technische Neuheit. Aufgrund der Resonanz der Messebesucher entstand Native Instruments aus einem Team von vier Personen.
Schmitt entwickelte später aus dem Generator-Konzept Reaktor, ein komplexes und vielseitiges Software-Instrument. Reaktor vereint Funktionen von Synthesizer, Sampler, Sequenzer und Effektgeräten.
Im Jahr 2001 nahm sich der Native-Instruments-Ingenieur Michael Kurz die Hammond-Orgel B3 mit einem rotierenden Leslie-Lautsprecherset vor. Er analysierte die Elektromechanik des Instruments, setzte Mikrofonie und Messtechnik ein und modellierte im Computer das zentnerschwere Instrument nach. Die 2002 unter dem Namen B4 erschienene Software-Version nutzt keinerlei Klang-Samples, sondern basiert ausschließlich auf mathematischen Algorithmen. Kurz setzte damit ein Zeichen für die Industrie, dass man ohne Samples und mit sehr schlanker Programmierung ein komplexes elektrisches Instrument in Software emulieren kann. Zu Kurz’ ähnlichen Verdiensten gehören die mathematischen Varianten von Synthesizern (Yamaha DX7) und Effektgeräten (Gitarrenracks und -verstärker wie z. B. Marshall).
Zur gleichen Zeit konzipierte der seit 2000 bei NI angestellte Physiker Friedemann Becker eine Software, die die taktsynchrone Überblendung von zwei verschieden schnellen Musiktiteln ermöglichte. Daraus entstand Traktor, ein Software-Werkzeug für DJs, die damit in die Lage kamen, Musik direkt am Notebook-Computer live zu mischen, als würden sie mit Schallplattendecks arbeiten. Diese Technik hat die Firma inzwischen auch auf Smartphones und Tablet-Computer als Apps portiert.
Der in Frankreich lebende US-amerikanische Musiker Brian Clevinger programmierte Ende der 1990er Jahre einen Software-Synthesizer mit drei Oszillatoren und nannte ihn Absynth. Seit 2001 vermarktet Native Instruments diese Software.
Inzwischen bietet die Firma eine große Palette an Werkzeugen für die digitale Audio-Produktion an, die sowohl Software- als auch Hardware-Produkte umfasst. Dazu gehören Synthesizer (z. B. FM8, Massive, Pro-53, Absynth), Sampler (Kontakt, Battery) und Effektprozessoren (Vokator, Spektral Delay). Darüber hinaus wird seit 2001 ein professionelles DJ-Programm (Traktor) angeboten, sowie eine Gitarrenverstärker-Emulation auf Software-Basis (Guitar Rig). Mit Kore hat Native Instruments auch ein Host-System entwickelt, in dem sich Software-Instrumente und -Effekte verwalten lassen. Seit 2006 gibt es von Native Instruments auch ein Audio-Interface als erstes reines Hardware-Produkt (Audio Kontrol 1) sowie seit 2009 einen Groove-Controller (Maschine). Des Weiteren hat Native Instruments verschiedene MIDI-Controller zum Steuern von DJ-Software im Programm. 2014 ergänzte Native Instruments letztendlich auch seine Software-Library durch die Einführung passender Hardware in Form von MIDI-Keyboards (Kontrol S##). Zudem benutzen viele moderne Sample-Librarys NI-Produkte, wie KOMPAKT, INTAKT oder den Kontakt Player, um teilweise sehr komplexe Programmierungen der Sounds für Benutzer direkt zugänglich zu machen.
Das Unternehmen hat den Hauptsitz in Berlin und Niederlassungen in Los Angeles, Paris, London, Shenzhen, Montreal und Tokyo.

## Produkte (Auswahl)
Software-Instrumente und Effekte:

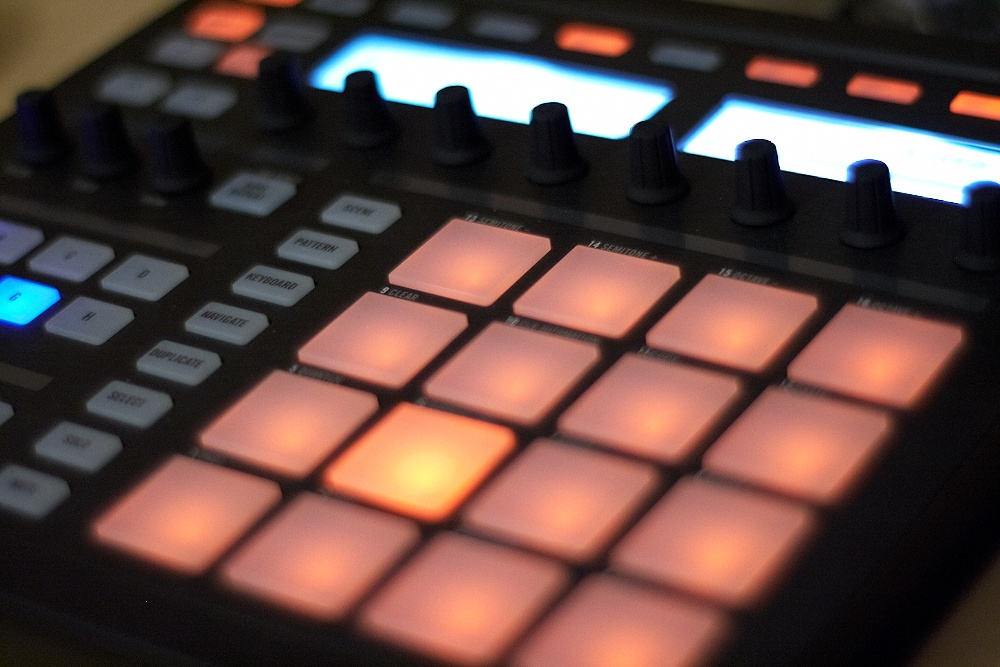
Der MIDI-Controller von Native Instruments – ein mit den Fingern spielbarer Musikcomputer

- Battery 4, ein Schlagzeug-Sampling-Werkzeug
- FM8, ein an den Klassiker Yamaha DX7 angelehnter Software-Synthesizer mit Frequenzmodulation
- Kontakt 7, ein Sampler. Dazu gehören u. a. Alicia's Keys (der Software-Nachbau von Alicia Keys’ Yamaha-Flügel), diverse Bläser und Streicher, wie Session Strings, Schlagzeuge, wie die Abbey Road Drums und Studio Drummer, Orgeln, wie die Hammond-Emulation B4 und David Klavins vertikalem Riesenklavier The Giant
- Massive, ein universeller Software-Synthesizer
- Reaktor, mit darin enthaltenen oder zukaufbaren Instrumenten, wie dem monophonen Synthesizer Monark oder der Steam Pipe zur Simulation von Zupf- und Blasinstrumenten
- Effekte, wie die vom Bristoler DJ Tim Exile entwickelten The Mouth, The Finger und Flesh
- Emulationen von Gitarrenverstärkern, wie Guitar Rig 5
- Traktor, ein Klassiker der DJ-Software, auch für iPad und iPhone

- Audio-Hardware:

Neben extern ans Notebook anschließbaren Soundkarten wie der Komplete Audio 6, gibt es DJ-Controller, wie die Reihe Traktor Kontrol, oder Pad-Controller, wie Maschine, in Kombination mit einem softwarebasierten Sampler/Sequenzer zum Erstellen und Live-Spielen von Beats und Grooves (auch als App für iPhone).
Ehemalige Produkte:
- Unter anderem Bandstand, die in die Vintage Organs integrierten Tasteninstrumente wie Elektrik Piano, sowie Kompakt und Intakt. Zu den nicht mehr vertriebenen Effekten gehört der Vokator.
- Absynth 5[6]